# اگر دیوارها قادر به سخن گفتن بودند
« اگر دیوارها قادر به سخن گفتن بودند» (به انگلیسی: If Walls Could Talk) تک‌آهنگی از هنرمند اهل کانادا سلین دیون است که در ۴ دسامبر ۲۰۰۰ منتشر شد.